# Дубинкин, Гавриил Георгиевич
Гавриил Георгиевич Дубинкин (1899 ― 1974) ― советский хирург, доктор медицинских наук, профессор Смоленского государственного медицинского института.

## Биография
Гавриил Георгиевич Дубинкин родился 5 апреля 1899 года на территории современного Краснодарского края. В 1926 году он окончил лечебный факультет Северо-Кавказского государственного университета, после чего был направлен в Ростов-на-Дону, работал ординатором хирургической клиники, заведующим отделением Ростовской областной больницы. В 1930 году переехал в Смоленск, работал на кафедре топографической анатомии и оперативной хирургии Смоленского государственного медицинского института. В 1936 году защитил диссертацию на соискание учёной степени кандидата медицинских наук, а в 1938 году стал доктором медицинских наук.
29 июня 1941 года Дубинкин был призван на службу в Рабоче-Крестьянскую Красную Армию Смоленским городским военным комиссариатом и направлен на фронт Великой Отечественной войны. Первоначально служил ведущим хирургом 20-й армии, а с октября того же года — хирургом в санитарном отделе 22-й армии. Руководил хирургической работой всех медицинских учреждений и подразделений армии, лично оказывал практическую помощь военврачам-хирургам. Под его руководством хирурги армии всего за год написали и опубликовали 23 научных работы, провели 4 армейских и целый ряд межгоспитальных и госпитальных хирургических конференций. Активно занимался внедрением новых методов лечения — например, сульфидинотерапию ран. 22 февраля 1942 года в боях на Калининском фронте был ранен. В дальнейшем Дубинкин служил ведущим хирургом и начальником отделения эвакогоспиталя № 190 2-го Прибалтийского фронта. Брал на себя самые тяжёлые операции, зачастую работая сутками безо сна и отдыха.
В январе 1945 года Дубинкин был отозван из армии на восстановление Смоленского государственного медицинского института. Вплоть до 1971 года возглавлял кафедру общей хирургии, некоторое время являлся проректором института по научной работе. Занимался исследованием хирургии пищеварительной системы, щитовидной железы, сердечно-сосудистой системы, урологии, комбустиологии. В общей сложности опубликовал более 70 научных работ. Под руководством Дубинкина были защищены 3 докторских и 7 кандидатских диссертаций. Являлся основоположником смоленской школы гнойной хирургии. Одновременно продолжал оставаться практикующим врачом-хирургом, некоторое время был главным хирургом Смоленской области.
Скончался 8 марта 1974 года, похоронен на Братском кладбище Смоленска.

## Награды
Был награждён орденами Отечественной войны 2-й степени (20.10.1944), Трудового Красного Знамени (27.10.1953) и Красной Звезды (16.09.1942), рядом медалей, Почётной грамотой Президиума Верховного Совета РСФСР (01.04.1960).